# Хелада (тема)
Хелада (грчки:  — Елас,  — Елада) је била византијска провинција (тема) која је обухватала просторе данашње централне Грчке, Тесалије и Пелопонеза (до 800. године). Основана је крајем 7. века, а постојала је до краја 11/12. века.

## Историја
Термин „Хелада” се у 6. веку употребљавао за област јужне Грчке која је током римске власти била обухваћена провинцијом Ахајом. Крајем 6. и почетком 7. века долази до великих словенских инвазија на Балканско полуострво. Поједини средњовековни хроничари, попут Исидора Севиљског и Константина Порфирогенита, пишу да је Грчка у то време била потпуно преплављена Словенима. Пелопонез је у наредна два века највероватније био изван контроле Византијског царства. Археолошки трагови сведоче о два велика таласа Словена која су погодила Балкан. Један од њих је врхунац достигао 587. године док је други, још већи, погодио Пелопонез током владавине цара Ираклија (610—641).
Између 687. и 695. године створена је тема Хелада. У то време је византијски цар био Јустинијан II који је 688/9. године предузео велики поход против Словена. Стварање Хеладе последица је успешне анти-словенске кампање. Први стратег Хеладе помиње се 695. године. Био је то Леонтије који је раније вршио функцију стратега Анатолике. Након битке код Севастополиса пао је у немилост византијског цара. Касније се побунио против Јустинијана и збацио га са власти. Иако савремени хроничари не употребљавају термин „Хелада” за просторе Грчке, помињање стратега Хеладе поуздан је показатељ да је у то време постојала тема. Хелада је обухватала источне делове Централне Грчке са Еубејом и делом Тесалије, источним Пелопонезом и неким острвима у Егејском мору. Не зна се да ли је престоница била у Атини или у Теби. Највероватније да је до почетка 10. века Теба била престоница Хеладе, а да је она потом пребачена у Ларису.
Тема Хелада је првобитно била оријентисана углавном према мору и састојала се од приобалних градова под контролом Византијског царства. Цар Лав III Исавријанац (717—741) први је предузимао војне операције са циљем освајања копнених делова Грчке. До 9. века царска власт је поново успостављена у унутрашњости. Грчка флота играла је значајну улогу током побуне против иконокласта 726/7. године. Током 8. века утицај византијског цара шири се ка југу. Словенска племена су покрштавана и подвргавана византијској власти. Око 800. године од теме Хеладе издвојио се Пелопонез као посебна тема.
Током 9. и 10. века Грчка трпи нападе Сарацена. Они 820-тих година освајају Крит и успостављају Критски емират. Бугарски цар Симеон је у својим походима допирао до самог Пелопонеза. Могуће да је разорио престоницу Тебу. Сараценска претња отклоњена је у 10. веку. Резултат византијско-арапских ратова јесте поновно освајање Крита 961. године. Бугарска претња обновљена је током владавине цара Самуила који је 986. године напао Тесалију. До пораза на Спрехију 997. године Самуило је предузимао неколико похода на Хеладу.
Током 10. и 11. века Хеладом и Пелопонезом често управља један стратег. Тесалија је почетком 11. века одвојена од Хеладе и прикључена теми Солун. Једанаести век је период мира за Грчку. Он је прекинут само устанком Петра Дељана (1040—1041) и норманским нападима на Тесалију 1082. и 1083. године. Италијанске поморске републике, пре свега Млетачка, почели су да стварају своје испоставе у Грчкој. Алексије Комнин је, у рату са Норманима, склопио трговачки споразум са Млечанима доделивши им значајне повластице. Алексијеви наследници су покушали да укину ове привилегије са променљивим успехом. Млечани су 1171. године истерани из Еурипоса. Међутим, Алексије III Анђео (1195-1203) је приморан да им призна чак и шира права од оних која су предвиђена уговором његовог преходника. Користећи се заузетошћу Византије у Другом крсташком рату, Руђер II Сицилијански је 1148. године опљачкао Тебу и преселио византијске свиларе у Палермо.
Византијска власт над Грчком окончана је падом Цариграда 1204. године током Четвртог крсташког рата. Бонифације Монфератски је, по заузећу Солуна, организовао напад на средњу и јужну Грчку. На територији Хеладе формирано је више крсташких држава: Војводство Атина, Маркизат Бодоница, Господство Салона и Триархија Негропонт.